# ویلیامزتاون (ایندیانا)
ویلیامزتاون (به انگلیسی: Williamstown) یک منطقهٔ مسکونی در ایالات متحده آمریکا است که در شهرستان راش، ایندیانا واقع شده‌است.

## ارتفاع:
ویلیامزتاون ۲۹۱٫۰۹ متر بالاتر از سطح دریا واقع شده‌است.